# Shigenori Tōgō
Shigenori Tōgō (東郷 茂徳, Tōgō Shigenori), né le 10 décembre 1882 à Hioki dans la préfecture de Kagoshima au Japon et décédé en prison de la cholécystite à l'âge de 67 ans le 23 juillet 1950 à Tokyo, est un diplomate et homme politique japonais qui fut ministre des Affaires étrangères, ministre des Affaires coloniales et ministre de la Grande Asie orientale au sein du gouvernement de Meiji. Il fait partie des 14 criminels de guerre de classe A vénérés au sanctuaire Yasukuni.

## Biographie
Tōgō est né en 1882 dans le district de Hioki dans la préfecture de Kagoshima (aujourd'hui dans la ville même de Hioki). Il sort diplômé en littérature de l'université impériale de Tokyo en 1904 pour commencer des études d'allemand à l'université Meiji. En 1912, il entre au ministère des Affaires étrangères après avoir postulé cinq fois.

### Avant la guerre
Le premier déplacement étranger de Tōgō fut pour le consulat japonais de Moukden en Mandchourie en 1913. En 1916, il fut affecté à l'ambassade japonaise de Berne en Suisse. En 1919, Tōgō fut envoyé en mission diplomatique en Allemagne après que les relations entre les deux pays eurent été rétablies par la ratification japonaise du traité de Versailles. Il retourna au Japon en 1921 et fut affecté au bureau des Affaires nord-américaines. En 1922, malgré la vive opposition de sa famille, Tōgō épousa une Allemande, veuve de l'architecte George de Lalande qui avait réalisé de nombreux bâtiments au Japon. Le mariage eut lieu à l'hôtel impérial de Tokyo. En 1926, Tōgō fut nommé secrétaire à l'ambassade japonaise à Washington aux États-Unis. Il retourna au Japon en 1929 et, après un bref séjour en Mandchourie, fut renvoyé en Allemagne. Il dirigea la délégation japonaise pendant l'infructueuse conférence mondiale pour le désarmement à Genève en 1932. Il retourna au Japon en 1933 pour devenir directeur du bureau des Affaires nord-américaines mais un grave accident de la route le laissa hospitalisé pendant plus d'un mois.
En 1937, Tōgō fut nommé ambassadeur en Allemagne, où il servit à Berlin pendant un an. Après son remplacement par Hiroshi Ōshima, il devint ambassadeur à Moscou en Union soviétique de 1938 à 1940. Pendant cette période, il négocia un accord de paix entre le Japon et l'URSS à la suite de la bataille de Halhin Gol et conclut avec succès le pacte nippo-soviétique en avril 1941. Il fut ensuite rappelé au Japon par le ministre des Affaires étrangères Yōsuke Matsuoka.

### Pendant la guerre
Tōgō était radicalement opposé à une guerre contre les États-Unis et les autres puissances occidentales, qui lui semblait sans espoir, et, avec Mamoru Shigemitsu, il arrangea des négociations de la dernière chance entre le premier ministre du Japon Fumimaro Konoe et le président américain Franklin Roosevelt pour tenter d'éviter le conflit. En octobre 1941, Tōgō devint ministre des Affaires étrangères dans le gouvernement Tōjō. Une fois le choix de la guerre contre l'Occident effectué, Tōgō signa la déclaration de guerre, rejetant l'échec de la diplomatie sur les autres. Pendant les prémices de la guerre du Pacifique fin 1941, Tōgō négocia rapidement une alliance entre le Japon et le royaume de Thaïlande.
Dans le cadre d'une politique plus conciliante envers les puissances occidentales, Tōgō annonça le 21 janvier 1942 que le gouvernement japonais respecterait la convention de Genève même s'il ne l'avait jamais signée. Le 1er septembre 1942, il démissionna de son poste de ministre des Affaires étrangères pour protester contre la création d'un ministère spécial pour s'occuper des territoires conquis (le nouveau ministère de la Grande Asie orientale fut créé en novembre de la même année). Bien qu'il ait été nommé à la chambre des pairs de la Diète du Japon, il vécut retiré pendant la majeure partie de la guerre.
Lors de la formation du gouvernement de l'amiral Kantarō Suzuki en avril 1945, Tōgō fut invité à reprendre son ancien poste de ministre des Affaires étrangères. Il fut ainsi l'un des principaux partisans de l'acceptation de la déclaration de Potsdam qui contenait, selon lui, les meilleures conditions de paix que le Japon pouvait se voir offrir. Jusqu'à la fin, Tōgō espérait que l'Union soviétique ajouterait des termes encore plus favorables. Sur son conseil, aucune réponse à la déclaration ne fut d'abord faite, tandis qu'une version censurée fut publiée pour le public japonais, car Tōgō attendait d'entendre ce que les Soviétiques proposeraient. Cependant, les dirigeants alliés interprétèrent ce silence comme un refus de la déclaration et les bombardements purent continuer. Tōgō fut l'un des ministres à préconiser une reddition en été 1945, et quelques jours après les bombardements atomiques de Hiroshima et Nagasaki, le Japon capitula.
Après la guerre, Tōgō se réfugia dans sa maison de campagne à Karuizawa dans la préfecture de Nagano. Il fut cependant très vite arrêté par les forces alliées pour allégation de crimes de guerre (comme tous les autres membres du gouvernement japonais), et fut incarcéré à la prison de Sugamo. Durant le tribunal militaire international pour l'Extrême-Orient, le diplomate Haruhiko Nishi accepta de le défendre. Le 4 novembre 1948, Tōgō fut condamné à 20 ans d'emprisonnement. Lui qui souffrait d'athérosclérose meurt de la cholécystite en prison.
Ses mémoires furent publiées à titre posthume sous le titre La Raison du Japon et furent éditées par son ancien avocat de la défense Ben Bruce Blakeney.

## Famille et descendance
Tōgō avait des origines coréennes, son ancêtre était un potier nommé Park Pyeong-ui (박평의 1558-1623) qui fut conduit de force au Japon pendant la guerre Imjin menée par Hideyoshi Toyotomi. Ce Coréen est le concepteur de la porcelaine de Satsuma qui est vue comme celle représentant le mieux la porcelaine japonaise avec la porcelaine d'Imari de Yi Sam-pyeong. Le nom de famille d'origine de Tōgō était Park mais son père aurait acheté le nom de famille Tōgō quand Shigenori avait cinq ans.
Le spécialiste des relations internationales et diplomate japonais Kazuhiko Togo est son petit-fils.

### Source de la traduction
- (en) Cet article est partiellement ou en totalité issu de l’article de Wikipédia en anglais intitulé « Shigenori Tōgō » (voir la liste des auteurs).